# İlay Erkök
İlay Erkök (Istanbul, 7 d'octubre de 1993) és una actriu turca de sèries de televisió i cinema. Després de completar la seva educació bàsica i secundària a Istanbul, la ciutat que la va veure néixer, va estudiar teatre al Conservatori Estatal de la Universitat d'Istanbul, i també al Conservatori Reial d' Escòcia. Erkök va començar la seva carrera d'actriu amb la série televisiva Güneşi Beklerken (Esperant el sol) el 2013. Va assolir fama internacional amb la série de televisió Hercai, on interpreta a Yaren Şadoğlu, una adolescent amb una personalitat morbosa.

## Filmografia
| Séries de TV | Séries de TV     | Séries de TV  | Séries de TV |
| Any          | Tìtol            | Rol           |              |
| ------------ | ---------------- | ------------- | ------------ |
| 2013         | Güneşi Beklerken | Demet         |              |
| 2015         | İnadına Aşk      | Damla Başar   |              |
| 2016         | Hayatımın Aşkı   | Sezen         |              |
| 2018         | Darısı Başımıza  | Nur Tekinsoy  |              |
| 2019-        | Hercai           | Yaren Şadoğlu |              |

| Cinema | Cinema         | Cinema                       | Cinema |
| Any    | Tìtol          | Rol                          |        |
| ------ | -------------- | ---------------------------- | ------ |
| 2016   | Çetin Ceviz 2  | Ayşen                        |        |
| 2017   | Seni Gidi Seni | Elif (protagonista femenina) |        |
| 2017   | İlk Öpücük     | [ 15 ]                       |        |